# Gele zwartkeelzanger
De gele zwartkeelzanger (Setophaga virens, synoniem: Dendroica virens) is een zangvogel uit de familie der Parulidae (Amerikaanse zangers).

## Verspreiding en leefgebied
Deze soort komt voor in noordelijk, noordoostelijk en centraal Noord-Amerika in volgroeide sparrenbossen.